# Pan-Am-Flug 217
Pan-Am-Flug 217 (Flugnummer: PA217, Funkrufzeichen: CLIPPER 217) war ein Linieninterkontinentalflug der Pan American World Airways von New York City nach Caracas. Am 12. Dezember 1968 wurde auf diesem Flug die eingesetzte Boeing 707-321B N494PA kurz vor der Landung ins Meer geflogen, da die Piloten einer Sinnestäuschung erlegen waren. Bei dem Unfall kamen alle 51 Insassen der Maschine ums Leben.

## Flugzeug
Bei der verunglückten Maschine handelte es sich um eine Boeing 707-321B, die Anfang 1968 im Werk von Boeing auf dem Boeing Field im US-Bundesstaat Washington als die 688. Boeing 707 aus laufender Produktion mit der Werksnummer 19696 endmontiert wurde und zum Zeitpunkt des Unfalls neun Monate alt war. Der Erstflug der Maschine erfolgte am 7. März 1968, am 28. März 1968 wurde sie an die Pan Am ausgeliefert, wo sie mit dem Luftfahrzeugkennzeichen N494PA in Betrieb ging. Die Maschine erhielt den Taufnamen Clipper Malay. Das vierstrahlige Langstrecken-Schmalrumpfflugzeug war mit vier Mantelstromtriebwerken des Typs Pratt & Whitney JT3D-3B ausgestattet.

## Besatzung und Passagiere
Den Nonstopflug von New York City nach Caracas hatten 42 Passagiere angetreten. An Bord befand sich außerdem eine neunköpfige Besatzung. Die dreiköpfige Cockpitbesatzung bestand aus dem Flugkapitän Sidney Stillwaugh, welcher über 24.000 Stunden Flugerfahrung verfügte, wovon er 6.737 Stunden in der Boeing 707 absolviert hatte, dem Ersten Offizier William John Canell und dem Flugingenieur Richard Hutchinson Titus Jr. Zu der sechsköpfigen Kabinenbesatzung gehörten der Purser Alfred Carlos Pérez Kruger, die Purserin Heidi Reuter Caplan, sowie die Flugbegleiterinnen Marianne Lynn Ambery, Franciska Catherine Buyers, Eva Johansson und Katherine Mary Kane. Die meisten Fluggäste waren Venezolaner, darunter der Ozeanograph Rafael Antonio Curra und die Miss Venezuela des Jahres 1962, Olga Antonetti, welche mit ihrer kleinen Tochter Liliana Dugarte unterwegs war.

## Unfallhergang
Nach einem dreistündigen Flug näherte sich die Maschine bei Nacht dem Flughafen Simón Bolivar in Caracas, als um 22:02 Uhr Ortszeit, vor Erreichen des Festlandes und nur eine Minute vor der geplanten Landung der Funkkontakt verloren ging.

## Bergung
Suchmannschaften der venezolanischen Marine fanden etwa 18 km nördlich der Küste Flugzeugtrümmer. Es konnte festgestellt werden, dass die Maschine sich in einem uneingeschränkt steuerbaren Zustand befunden hatte, als sie ins Wasser flog (Controlled flight into water). Die Bergung wurde durch Haie erschwert, die auch einige Leichen verstümmelten. Die Pan Am erklärte, dass Kapitän Stillwaugh vor dem Unfall keine Probleme gemeldet habe.

## Ursache
Die Ermittler folgerten nach Untersuchung des Unfalls, dass die Cockpitbesatzung die Maschine höchstwahrscheinlich nach einer optischen Täuschung ins Meer geflogen hatte. Die Piloten hätten sich an den Lichtern der auf einem Berg gelegenen Stadt Maiquetía orientiert, die sie für die Beleuchtung des Flughafens hielten. Dies habe wahrscheinlich zu einem vorzeitigen eingeleiteten Sinkflug und der Kollision mit der Meeresoberfläche geführt. Die erschwerten Sichtverhältnisse wegen des bei Nacht durchgeführten Anfluges seien wahrscheinlich ein beitragender Faktor bei dem Unfall gewesen. Mit dem Bekanntgeben der Unfallursache wurden auch erste Berichte von Augenzeugen widerlegt, wonach die Maschine als Feuerball in das Meer niedergegangen sei.